# Geranium loxense
Geranium loxense är en näveväxtart som beskrevs av Halfd.-niels.. Geranium loxense ingår i släktet nävor, och familjen näveväxter. IUCN kategoriserar arten globalt som sårbar. Inga underarter finns listade i Catalogue of Life.